# Horia (Tulcea)
Horia é uma comuna romena localizada no distrito de Tulcea, na região de Dobruja. A comuna possui uma área de 42.00 km² e sua população era de 1510 habitantes segundo o censo de 2007.